# 1420 en santé et médecine
| Années de la santé et de la médecine : 1417 - 1418 - 1419 - 1420 - 1421 - 1422 - 1423    |
| Décennies de la santé et de la médecine : 1390 - 1400 - 1410 - 1420 - 1430 - 1440 - 1450 |

Cet article présente les faits marquants de l'année 1420 en santé et médecine.

## Événements
- Fondation à Gênes en Ligurie, par le jurisconsulte Bartolomeo Bosco, de l'hôpital Notre-Dame de la Miséricorde (Ospedale di Santa Maria della Misericordia), dit hôpital de Pammatone (it) (Ospedale di Pammatone[1]).
- Construction par Bicci di Lorenzo du cloître dit « delle medicherie » (« des pharmacies ») de l'hôpital Santa Maria Nuova de Florence[2].
- Alphonse V, roi d'Aragon institue un tribunal de quatre magistrats chargés de contrôler et de surveiller la pratique médicale[3].

## Publication
- 1419-1420 : Ugolino da Montecatini (c. 1345-1425) fait paraître le Tractatus de balneis, important traité d'hydrothérapie thermale[4].

## Naissances
- Nicolas Barbaro (mort en 1494), chirurgien vénitien, connu pour avoir rédigé une chronique de la chute de Constantinople[5] dont il a été le témoin oculaire[6].
- Pere Pintor (ca) (mort en 1503), médecin espagnol, professeur à Valence, médecin du pape Alexandre VI, auteur de l'Aggregator sententiarum et curatione (1499) et du De morbo foedo et occulto, his temporibus affligente (1500[7]).
- Entre 1410 et 1420 : Paolo Bagellardo (it) (mort entre 1492 et 1494), professeur de philosophie et de médecine à Padoue, auteur en 1472 du Libellus de egritudinibus infantium (« Petit traité sur les maladies infantiles »), premier ouvrage de pédiatrie jamais imprimé[8].

## Décès
- Février : Thomas de Saint-Pierre (né à une date inconnue), clerc originaire de Normandie, reçu maître en médecine à Paris, deux fois doyen de la faculté, médecin du roi Charles VI, proviseur du collège d'Harcourt[9].
- Pierre Bernicot (né à une date inconnue), maître en médecine, doyen de la faculté de médecine en 1414-1415, fait partie en 1419 de l'ambassade de l'université de Paris auprès du pape Martin V, lègue à sa mort à la faculté un manuscrit du Plusquam commentum super commentum Tegni Galeni de Torregiano (en) († c. 1320[10]).
- Nicholas Colnet (né à une date inconnue), clerc et médecin du roi d'Angleterre, membre du Merton College d'Oxford, accompagne le roi Henri V à Azincourt en France en 1415, lègue à sa mort à John Mayhew une copie du Lilium medicine de Bernard de Gordon[11].
- 1419-1420 : Jean de Pise (né à une date inconnue), chirurgien puis médecin, reçu docteur en médecine à Paris en 1408, après avoir promis de ne plus exercer la chirurgie[10].